# 907-es busz (Budapest)
A budapesti 907-es jelzésű éjszakai autóbusz Kelenföld vasútállomás és Örs vezér tere között közlekedik a nappali 7-es busz párjaként. Az Astoria átszállóhelyen összeköt számos éjszakai vonalat. A belvárosi szakaszon a 907-es összehangolva közlekedik a 908-as buszokkal, a 956-os, 973-as és 990-es buszokkal felváltva közösen 15 percenként közlekednek a Keleti pályaudvar és a Ferenciek tere között. A vonalat az ArrivaBus Kft. és a Budapesti Közlekedési Zrt. üzemelteti.

## Története
A 907-es számjelzéssel jelölt átmérős jellegű vonalat 2005. szeptember 1-jén hozták létre a megszűnő 49É és 78É összekötésével. A Bartók Béla út az Etele tér (Kelenföld vasútállomás) közötti szakaszon a vonal – a Tétényi úton és az Etele úton haladva – a korábbi 49É jelzésű (Moszkva tér felől érkező) autóbuszvonalat váltotta fel, a belváros felől átszállásmentes kapcsolatot biztosítva a Kelenföldi lakótelep térségének.
2005-től az Astoriánál 10 másik éjszakai autóbuszvonallal kapcsolódik. A XIV. kerületben a Rákóczi út – Thököly út – Nagy Lajos király körút útvonalon halad, betér a Füredi utcai lakótelepre.
2006. november 3-tól a Bosnyák tér megállóhelyet – az Etele tér felé – áthelyezték a Nagy Lajos király útjáról a Csömöri útra (a megfordulás utánra), annak érdekében, hogy a 907-es buszok közös megállóhelyen állhassanak meg a meghosszabbított és Újpalota felől érkező 979-es autóbuszokkal.
2017. november 12-étől 2019. május 22-éig az Etele út Bártfai utca és Fehérvári út közötti szakaszának egyirányúsítása miatt Kelenföld vasútállomás felé terelve, a Tétényi út–Andor utca–Than Károly utca–Gyergyótölgyes utca útvonalon közlekedett.

## Útvonala
| Kelenföld vasútállomás felé | Örs vezér tere felé |
| --- | --- |
| Örs vezér tere M+H vá. – Fehér út – Nagy Lajos király útja – Füredi utca – Ond vezér útja – Szentmihályi út – Csertő utca – Fogarasi út – Nagy Lajos király útja – Bosnyák tér – Thököly út – Baross tér – Rákóczi út – Blaha Lujza tér – Rákóczi út – Astoria – Kossuth Lajos utca – Ferenciek tere – Szabad sajtó út – Erzsébet híd – Szent Gellért rakpart – Szent Gellért tér – Bartók Béla út – Tétényi út – Andor utca – Than Károly utca – Gyergyótölgyes utca – Somogyi út – Etele tér – Kelenföld vasútállomás M vá. | Kelenföld vasútállomás M vá. – Etele tér – Etele út – Tétényi út – Bartók Béla út – Szent Gellért tér – Szent Gellért rakpart – Erzsébet híd – Szabad sajtó út – Ferenciek tere – Kossuth Lajos utca – Rákóczi út – Baross tér – Thököly út – Bosnyák tér – Nagy Lajos király útja – Pongrátz Gergely tér – Fogarasi út – Csertő utca – Szentmihályi út – Ond vezér útja – Füredi utca – Nagy Lajos király útja – Fehér út – Örs vezér tere M+H vá. |

## Megállóhelyei
Az átszállási kapcsolatok között az Astoria – Bosnyák tér útvonalon közlekedő 907A betétjárat nincs feltüntetve.
| 0  | Örs vezér tere M+H végállomás        | 44 | 908, 908A, 931, 956, 990 419 (hétvége hajnalban)                                                                         |
| 1  | Örs vezér tere M+H                   | ∫  | 908, 908A, 931, 956, 990 419 (hétvége hajnalban)                                                                         |
| 2  | Füredi utca / Ond vezér útja         | 42 | |
| 3  | Ond vezér park                       | 41 | |
| 4  | Ond vezér útja / Szentmihályi út     | 40 | |
| 4  | Zsivora park                         | ∫  | |
| 5  | Füredi utca / Szentmihályi út        | 39 | 419 (hétvége hajnalban)                                                                                                  |
| 6  | Csertő utca                          | 38 | |
| 6  | Újváros park                         | 37 | |
| 7  | Zsálya utca                          | 37 | |
| 8  | Fischer István utca                  | 36 | |
| 9  | Vezér utca / Fogarasi út             | 35 | |
| 9  | Mályva utca                          | 34 | |
| 10 | Pongrátz Gergely tér                 | 33 | 908, 908A, 931, 931A, 956, 990                                                                                           |
| 11 | Jeszenák János utca                  | 32 | |
| 12 | Egressy tér                          | 31 | |
| 13 | Szugló utca / Nagy Lajos király útja | 30 | |
| 15 | Bosnyák tér                          | 29 | 979 |
| 15 | Tisza István tér                     | 28 | 979 |
| 16 | Amerikai út                          | 26 | 979 |
| 19 | Zugló vasútállomás                   | 26 | 901, 918, 973, 973A, 979 S50                                                                                             |
| 20 | Stefánia út / Thököly út             | 24 | 973, 973A, 979 |
| 21 | Cházár András utca                   | 23 | 973, 973A |
| 22 | Reiner Frigyes park                  | 22 | 973, 973A |
| 24 | Keleti pályaudvar M                  | 21 | 908, 908A, 931, 931A, 956, 973, 973A, 990 S60 S80 (hétköznap 23:55 és 0:55 között, hétvégén 23:55 és 1:50 között)        |
| 25 | Huszár utca                          | 19 | 908, 908A, 931, 931A, 956, 973, 973A, 990                                                                                |
| 27 | Blaha Lujza tér M                    | 18 | 6 908, 908A, 923, 931, 931A, 956, 973, 973A, 990                                                                         |
| 28 | Uránia                               | 16 | 908, 908A, 916, 931, 931A, 956, 973, 973A, 990                                                                           |
| 34 | Astoria M                            | 16 | 100E 908, 908A, 909, 909A, 914, 914A, 916, 931, 931A, 934 (hétvége hajnalban), 950, 950A, 956, 973, 973A, 979, 979A, 990 |
| 35 | Ferenciek tere M                     | 12 | 908, 908A, 956, 973, 973A                                                                                                |
| 35 | Március 15. tér                      | 11 | 908, 908A, 956, 973, 973A                                                                                                |
| 36 | Döbrentei tér                        | ∫  | 908, 908A, 956, 973, 973A                                                                                                |
| 37 | Rudas Gyógyfürdő                     | 10 | 973, 973A |
| 39 | Szent Gellért tér – Műegyetem M      | 8  | 973, 973A |
| 39 | Gárdonyi tér                         | 7  | 973, 973A |
| 41 | Móricz Zsigmond körtér M             | 7  | 6 908, 908A, 918, 940, 941, 960, 972, 972B, 973, 973A                                                                    |
| 42 | Kosztolányi Dezső tér                | 5  | 908, 908A, 918, 940, 941, 972, 972B                                                                                      |
| 43 | Karolina út                          | 4  | |
| 44 | Szent Imre Kórház                    | 3  | |
| 45 | Tétényi út 30.                       | 2  | |
| 46 | Bikás park M                         | 1  | 901 |
| 47 | Bártfai utca                         | 0  | 901 |
| 48 | Kelenföld vasútállomás M végállomás  | 0  | 901, 918 720 (hétvége hajnalban) S10 S30 S42 (éjfél és 0:40 között)                                                      |